# Академія делла Круска
Академія делла Кру́ска (італ. Accademia della Crusca) — академічна установа в Італії, яка складається із знавців і експертів в галузі мовознавства і філології італійської мови. Академія, спочатку не мала офіційного характеру, є в даний час найпрестижнішою італійською лінгвістичною установою і регулятором італійської мови.
Герб Академії делла Круска символізує решето, що прибирає «зіпсовані» слова і граматичні конструкції.

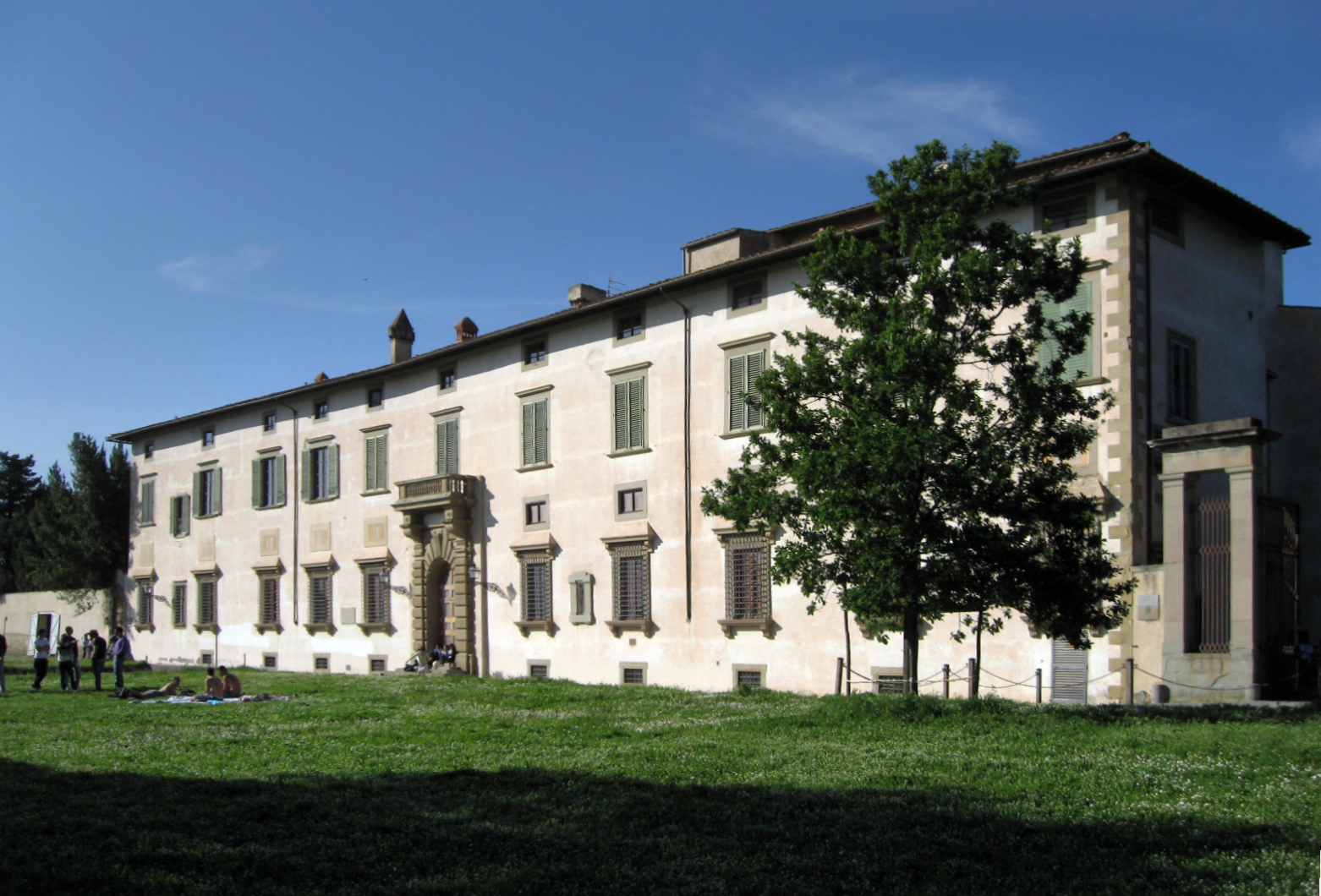
Фасад вілли Кастелло, де з 1972 року розміщується Академія делла Круска

## Назва
Назва Академії (від італ. crusca — висівки) пов'язана з її пуриськой мовною установкою, з прагненням «очистити» мову від усього невластивого їй.

## Структура
Вона включає 15 членів, з яких як мінімум шість повинні проживати у Флоренції, де знаходиться штаб-квартира Академії. Крім 15 членів Академії, можуть бути асоційовані 15 італійських кореспондентів і 15 іноземних кореспондентів. Президентом Академії в травні 2008 року вперше була обрана жінка — професор Ніколетта Мараска. З 2014 року Академію очолює відомий лінгвіст Клаудіо Марацціні.

## Історія Академії
Створена у Флоренції в 1583 році. До групи засновників Академії входили Джованні Баттіста Деті, Антон Франческо Грацціні, Бернардо Каніджані, Бернардо Дзанкіні і Бастіана де Россі; до них приєднався філолог Ліонардо Сальвіаті. Творці Академії поставили собі за мету підтримувати первісну чистоту італійської мови. У 1612 році вона публікує Vocabolario degli Accademici della Crusca, перший словник італійської мови, що послужив лексикографічним зразком для французької, іспанської, німецької та англійської мов.

## Місцезнаходження
В даний час Академія розміщується на одній з найвідоміших вілл Медічі — Віллі Кастелло (раніше передмістя, нині околиця Флоренції).

## Діяльність
Один з напрямків діяльності Академії у ХХІ ст. — обстоювання італійськими вченими статусу рідної мови в умовах повсюдного насаджування англійської в науці.